# Minnetrista (Minnesota)
Minnetrista es una ciudad situada en el condado de Hennepin, Minnesota, Estados Unidos. Tiene una población estimada, a mediados de 2022, de 8666 habitantes.

## Geografía
La localidad está ubicada en las coordenadas 44°56′19″N 93°42′45″O / 44.93861, -93.71250 (44.938619, -93.712387). Según la Oficina del Censo, tiene una superficie total de 80.41 km², de los cuales 67.62 km² corresponden a tierra firme y 12,79 km² están cubiertos de agua.

## Demografía
Según el censo de 2020, en ese momento había 8262 personas residiendo en la localidad. La densidad de población era de 122.18 hab./km². El 91.77% de los habitantes eran blancos, el 0.64% eran afroamericanos, el 0.11% eran amerindios, el 1.54% eran asiáticos, el 0.65% eran de otras razas y el 5.29% eran de una mezcla de razas. Del total de la población, el 2.43% eran hispanos o latinos de cualquier raza.